# اندیشه آزادی
اندیشه آزادی عنوان کتابی است نوشته مشترک محمد طبیبیان، موسی غنی‌نژاد و حسین عباسی که به بررسی عوامل مغفول ماندن نظام اقتصاد آزاد   در دوران معاصر ایران، می‌پردازد.
می‌توان، کتاب اندیشه آزادی را سندی مهم در حوزه اندیشه سیاسی و اقتصادی در ایران به‌شمار آورد که خواندن آن برای همه دلبستگان حوزه‌های سیاست، اقتصاد، اندیشه و تاریخ، ضرورت تام دارد. زیرا چشم‌اندازی که در این کتاب ترسیم شده، الهام‌بخش و محمل صدها مقاله و کتاب دیگر می‌تواند باشد.
اندیشه آزادی، اقتصاد سیاسی ۱۰۰ ساله ایران را کوتاه اما عمیق مرور می‌کند. دو استاد برجسته اقتصاد کشور به‌همراه دانشجوی خود مطالب را فراهم آورده و براساس شواهد و داده‌های دیگران از اقتصاد ایران، به‌تحلیل می‌پردازند. آن‌چه کتاب را برجسته می‌کند، شواهد و دلایل تاریخی ذکرشده نیست، چرا که بسیاری از آن‌ها را قبلاً خوانده بودیم؛ بلکه، این خط تحلیل و فرضیه ارائه شده‌است که تازگی دارد.
کتاب از نوع کتاب‌های مدیریتی است: در این معنا که خواندن آن برای مدیران، تکنوکرات‌ها، و اهالی حرفه‌های مختلف کسب‌وکار آسان است. کوتاه است و بیش از یک روز از آنان وقت نمی‌برد و به زبان غیرفنی مطالب را بیان می‌کند. به این دلیل نیز کتاب در نوع خود بدیع است. احاطه دو نویسنده اصلی کتاب به دو حوزه مختلف از اقتصاد باعث شده‌است که ترکیب دلپذیری ایجاد شود؛ دکتر طبیبیان بر حوزه اقتصاد کلان احاطه ویژه‌ای دارد و غنی‌نژاد به‌جهت آشنایی عمیق با تاریخ و جامعه‌شناسی ایران، زمینه مناسبی برای تولد کتابی در عرصه اقتصاد سیاسی ایران پدید آورده است. حسین عباسی نیز با گردآوری اطلاعات تاریخی و شواهد اقتصادی، خوراک لازم برای تحلیل استادان خود را فراهم آورده است.
کتاب اندیشه آزادی روایت ساده شده از ایده و مفهوم آزادی است. که پیش از این با نام "آزادی خواهی نا فرجام" منتشر شده بود.